# 察绥战役
察绥战役，是第二次国共内战期间，中国人民解放军与中华民国国军之间的一起战役，发生于1948年9月14日至10月31日。中国人民解放军意图通过运动战切断平汉线北段的国军力量，但通过双方调兵，中国人民解放军主动退出战场，中华民国国军成功控制归绥主要地区。

## 概述

### 序曲
1948年7月23日，中央军委决定：以晋察冀野战军第1、第2（欠第4旅）、第6纵队组成西进兵团（即第3兵团），并指挥晋绥军区第8纵队和绥蒙军区3个骑兵旅，由杨成武、李井泉等率领挺进绥远。

为配合辽沈战役，牵制华北国军不能增援东北，1948年8月3日毛泽东、周恩来、朱德、刘少奇、任弼时等中央领导在西柏坡接见了华北军区司令员聂荣臻和华北军区第三兵团司令员杨成武，指示第三兵团进军绥远，攻打傅作义的老窝，首战必须夺取集宁。鉴于以前历次远征绥远遇到的补给困难问题，毛泽东让华北军区政委薄一波给杨成武准备了十万现大洋，毛泽东说：
“绥远特别缺粮食，揭不开锅的时候，就用它买粮食。现大洋在绥远是很管用的。”
“组织强有力的支前部队，支援你们，组织一个强大的工作团，到绥远后发动群众，组织群众。也可以带一批支前的民工担架队……”
“第一仗必须打胜，把集宁那个师消灭了，消灭一个师可以用两个纵队，6:1，占领集宁城。再把包头占领了，把凉城、丰镇都占领了，就留下一个归绥，那你们就站住脚了。”
华北野战军第2、第3兵团，西北军区第8纵队及北岳军区、绥蒙军区等部队，发起了察绥战役。以攻占集宁和以集宁为中心的绥东地区(卓资县、兴和县、丰镇等地区)，包围归绥为主要目标，然后相继攻占以包头为中心的绥西地区。
国军由傅作义指挥的第十六军、第三十五军、暂三军、暂四军及一个骑兵师、三个骑兵旅和邓宝珊部分部队等参战。

### 经过
1948年9月上旬，华北第2兵团为配合第3兵团西进绥东，遂在平古线发起进攻，将敌暂三军、第十六军等吸引至平北地区。
华北野战军第3兵团从易县一带开始西进雁北的朔县一带，然后北出绥南地区。9月24日夜，第3兵团在长城以北宽200公里的正面，同时展开攻势，发起察绥战役，先后攻占了凉城、和林格尔，晋绥军区一部攻占清水河，直逼归绥城下。右纵队为西北八纵队及配属的华北野战军第一纵队第二旅及绥蒙军区、北岳军区一部。9月24日，司令员姚喆、副司令员兼参谋长王长江、政治部主任裴周玉率领右纵队从左运及吴家窑一带出发，拟围歼绥东之集宁与丰镇之敌。当部队进至丰镇西侧时，丰镇之敌弃城向集宁逃窜。姚喆当即命令八纵骑兵旅将丰镇逃敌截击于红砂坝与于家村，歼敌500余人。又全歼装甲车守敌500余人。纵队主力则日夜兼程，继续向集宁挺进。至此控制了平绥铁路240公里。9月26日，终于包围了集宁守敌3,000余人。右纵队连续完成了大土城歼灭战、玫瑰营阻击战、南毫堑阻击战等外围战役，于9月26日凌晨2时完成了对集宁的包围。集宁城内守军为暂骑第十二旅留守处八百余，保一团1个营二百余，保骑六团四百余，保骑第十三团三百余，以及204兵站、汽车大队、保警大队等计约三千余人。9月26日下午18时30分，在战场总指挥姚喆司令员的指挥下开始攻城（即第三次攻取集宁城战斗），部署为：
- 华北野一纵二旅：由西门起(不含)沿水楼山、臥龙山、铁路南门、老虎山至东门（不含)之线，首先攻占卧龙山、水楼山，控制该两要点后，于城西、南两面选择突破口攻城；登城后以一路向城东发展，直取老虎山，以便堵击城内敌人向外逃窜；另一路扫清城西南角之敌后，夺取面粉公司、澡堂、清真寺等要点，向北发展。
- 西野八纵十一旅：负责由西门（含)起沿西北交通门、机务段、至北门（含)之线。总攻时，先以主力夺取西营盘后，于城西及西北角，选择突破口攻城。突破后向纵深发展；夺取机务段、车站、水塔、邮电局诸要点，而后向北夺取电灯公司。9月27日拂晓前后，十一旅32团攻占警察所、伪蒙疆银行，逼近邮电局与汽车厂；第31团已攻占车站、水塔肃清了桥东的敌人；包围了电灯公司。27日9时许，32团从邮电局与汽车厂间，切断了守军之联系，配合31团夺取了汽车厂。
- 西野八纵十四旅47团：负责由北门（不含)起沿飞机场至东门(含)之线。总攻时，以一部控制飞机场及其以东高地，向城东北角攻击，积极配合十一旅登城；另一部逼近东门，堵击城内向东窜之敌。从西北交通门攻进城西北。
- 西野八纵骑兵旅在玫瑰营子一带担任向东警戒，并堵击逃窜敌之任务。

守军在城沿稍作抵抗后，即退守城内警察所、伪蒙疆银行、邮电局、车站、水塔、汽车厂、面粉公司、电灯公司等处固守。战斗进行了近17个小时，于27日11时，战斗结束，毙集宁守备司令王彬如以下400余人，俘伊盟警备司令奇玉山、集宁守备副司令范政通以下3,235余人，缴获中型迫击炮2门、冲锋枪15支、六O炮21门、短枪71支、轻炮3门、长枪1,406支、掷弹筒7个、各种枪弹100,662发、各种炮弹806发、重机枪6挺，战马884匹、轻机枪45挺，汽车129辆。解放军伤428名，亡23名。从此解放军始终控制集宁。攻占集宁战斗，实现了消灭绥东地区国军，向察哈尔、北平方向警戒，以阻击傳作义部主力西援，保障华北野第三兵团主力包围归绥城。傅作义派出平绥路东段的国军第三十五军、暂四军及新编骑兵第4师等4个骑兵师旅，向西驰援，9月30日到达集宁以东地区。
位于平北地区的华北解放军第二兵团，于9月28日向北平至张家口铁路段，平古线南段发起攻击，先后攻占了赵川堡、崇礼等地，逼近张家口。傅作义为确保张家口及平绥线东段，于10月5日令增援绥东的第三十五军、暂四军及新编骑兵第4师回头东援张家口，在柴沟堡及怀来之线交战。而华北野第二兵团于10月9日攻克了沙城、八达岭等地。与此同时，华北野第三兵团乘国军回头东援，后路无忧，10月12日挥师进攻绥西、绥北地区，至10月20日先后攻克陶林、武川、托克托、包头等地。华北野战军第八纵队为第三兵团的右纵队，相继攻占卓资山，全歼玫瑰营100余人，缴获骆驼300余匹，又解放了固阳城及陶林、武川，歼敌700余人。
11月1日，西野八纵奉命接守包头和莎县（萨拉齐县）。三兵团主力再次包围归绥城。

### 结局
华北解放军拟于11月16日总攻归绥。后根据中央军委命令
“缓攻归绥，撤围归绥，部队到集宁、丰镇地区集结待命”
，为配合东北野战军入关，阻止平津张沿线的傅作义和归绥董其武率部西逃、南逃，第3兵团奉命于11月15日撤围归绥。11月24日，毛泽东电令：
“杨成武率主力三个纵队于明（25日）出发，以六天时间（愈快愈好）到达张家口附近”，包围并“隔断张、宣两处敌人”
“使周家河（按：今属万全区北沙城乡）、怀安、张家口三处之敌不逃掉”
“总之，以抓住一批敌人不使向东跑掉为原则。抓住并包围之后，不要攻击，等候东北主力入关（守秘）围歼敌人之后，再相机攻击。”
11月29日，第3兵团开始在张家口外围作战，打响平津战役第一枪，构成对张家口的严密包围圈。12月24日，第三兵团发起张家口总围歼战，经一天作战，全歼孙兰峰第11兵团兵团部和1个军部、5个步兵师、2个骑兵旅及保安部队共计5.4万余人，解放了张家口。